# Mistrzostwa Polski w Łucznictwie 2023
Mistrzostwa Polski w Łucznictwie 2023 – 87. edycja mistrzostw, która odbyła się w dniach 25–27 sierpnia 2023 roku na Stadionie Miejskim w Legnicy.

## Medaliści

### Strzelanie z łuku klasycznego
| Konkurencja           | Złoto                                                                        | Srebro                                                                         | Brąz                                                                                 |
| Indywidualne mężczyzn | Piotr Starzycki (Marymont Warszawa)                                          | Konrad Kupczak (Marymont Warszawa)                                             | Oskar Kasprowski (Łucznik Żywiec)                                                    |
| Indywidualne mężczyzn | Piotr Starzycki (Marymont Warszawa)                                          | Konrad Kupczak (Marymont Warszawa)                                             | Kacper Kałuża (Stella Kielce)                                                        |
| Indywidualne kobiet   | Magdalena Śmiałkowska (Społem Łódź)                                          | Wioleta Myszor (Łucznik Żywiec)                                                | Klaudia Płaza (Łucznik Żywiec)                                                       |
| Indywidualne kobiet   | Magdalena Śmiałkowska (Społem Łódź)                                          | Wioleta Myszor (Łucznik Żywiec)                                                | Natalia Leśniak (Łucznik Żywiec)                                                     |
| Drużynowo mężczyzn    | AZS Poznań Ryszard Janiszewski Seweryn Janus Maksymilian Osuch Tomasz Stasik | Społem Łódź Maciej Kowalczyk Łukasz Nowak Marek Szafran Tymoteusz Łukasik      | Łucznik Żywiec I Jakub Bąk Oskar Kasprowski Konrad Kupczak Grzegorz Śliwka           |
| Drużynowo mężczyzn    | AZS Poznań Ryszard Janiszewski Seweryn Janus Maksymilian Osuch Tomasz Stasik | Społem Łódź Maciej Kowalczyk Łukasz Nowak Marek Szafran Tymoteusz Łukasik      | Łucznik Żywiec II Mateusz Mędrzak Krzysztof Migdał Łukasz Patlewicz Adam Wojtala     |
| Drużynowo kobiet      | Czarna Strzała Bytom Anna Kołodziejczyk Natalia Michalska Martyna Stach      | Łucznik Żywiec I Taciana Matuszek Wioleta Myszor Natalia Leśniak Klaudia Płaza | Marymont Warszawa Barbara Grzybek Kamila Napłoszek Aleksandra Ozdoba Magdalena Zając |
| Drużynowo kobiet      | Czarna Strzała Bytom Anna Kołodziejczyk Natalia Michalska Martyna Stach      | Łucznik Żywiec I Taciana Matuszek Wioleta Myszor Natalia Leśniak Klaudia Płaza | Talent Wrocław Weronika Goclon Adrianna Trzebińska Weronika Wardęga Łucja Wesołowska |
| Drużynowo mieszane    | Łucznik Żywiec II Wioleta Myszor Konrad Kupczak                              | Łucznik Żywiec III Natalia Leśniak Mateusz Mędrzak                             | Marymont Warszawa Aleksandra Ozdoba Kacper Sierakowski                               |
| Drużynowo mieszane    | Łucznik Żywiec II Wioleta Myszor Konrad Kupczak                              | Łucznik Żywiec III Natalia Leśniak Mateusz Mędrzak                             | Łucznik Żywiec I Klaudia Plaza Oskar Kasprowski                                      |